# Geumwa de Buyeo
Geumwa de Buyeo (en hanja: 金蛙 o 金蝸, murió c. 7 a. C.) fue el segundo gobernante del antiguo reino coreano de Dongbuyeo (Buyeo Oriental), entre el año 48 a. C. y el 7 a. C.  Su historia se describe en los libros Samguk Sagi y Samguk Yusa y en el Libro del Rey Dongmyeong.

## Biografía
Fue el hijo del rey Hae Buru de Buyeo. En el libro Samguk Yusa se dice que Haeburu no tuvo a su heredero hasta cuando ya era muy viejo. Y se encontró un huevo de oro en la forma de lena, que literalmente es Geumwa en coreano.

### Reinado
Después de la muerte de Hae Buru, se convirtió en rey.  La leyenda coreana dice que se reunió con una dama llamada Yuhwa (유화, 柳花) en el río Ubal cerca del monte Taebaek, llevándola a su palacio. Ella se quedó embarazada por una luz y concibió a su hijo, Jumong.
Geumwa tuvo siete hijos que eran muy odiosos, y esto a él no le agradaba. Jumong huyó a Jolbon, una región formal de Bukbuyeo (norte de Buyeo), estableciendo su reino, Goguryeo.
Jumong no pudo llevar su madre a su territorio. Cuando esta murió, Geumwa le otorgó el título de reina en su tumba, a pesar de que ella nunca lo obtuvo. Tras ello Jumong envió a Geumwa unos regalos a fin de representar su agradacimiento y la paz que aparentemente se logró entre los dos reinos.

### Legado
Después de que Geumwa muriera, el trono fue transferido a su mayor hijo, Daeso de Buyeo. El rey Daeso empezó atacar Goguryeo bajo el reinado de Yuri de Goguryeo. Tras unas batallas, el tercer rey, Daemusin de Goguryeo hizo ataques a Dongbuyeo, matando a Daeso. Entre los conflictos internos, Dongbuyeo (el reino de Daeso) desapareció, integrándose a Goguryeo en el año 494.